# Rui Costa (labdarúgó)
Rui Manuel César Costa (Amadora, 1972. március 29. –) portugál válogatott labdarúgó, jelenleg a portugál SL Benfica 34. elnöke.

## Karrierje

### Portugália
Ötévesen a Damaia Ginásio Clube teremlabdarúgó-csapatban kezdett futballozni. Ezt követően a Benficánál volt próbajátékon, ahol a korábban aranylabdás Eusébiót mindössze tíz perc után meggyőzte. A különböző korosztályos csapatok után a felnőtteknél 1990-ben mutatkozott be. Ebben a szezonban még kölcsönadták a Fafe csapatának, azonban a kölcsönjátékosként eltöltött idény után már a fővárosi klub egyik alapemberévé vált.
1991-ben U21-es világbajnok lett a portugál korosztályos válogatottal, később pedig kupagyőztes, majd bajnok a Benficával 1993-ban, illetve 1994-ben. Ez volt egyébként a klub utolsó bajnoki címe egészen 2005-ig.

### Fiorentina
1994-ben 1200 millió escudoért (nagyjából hatmillió euró) az olasz Fiorentina játékosa lett, miután a Benficának anyagi problémák miatt több kulcsjátékosától meg kellett válnia.
A firenzei csapatnál egészen 2001-ig szerepelt, ezalatt több, mint kétszáz bajnoki mérkőzésen játszott, ezeken pedig negyven gólt szerzett. 1996-ban és 2001-ben egyaránt kupagyőzelmet ünnepelhetett, előbbi idényben a Fiorentinának a szuperkupát is sikerült megnyernie.

### Milan
A Fiorentinától a Milanhoz távozó Fatih Terim vezetőedző korábbi csapata egyik legjobbját, Rui Costát is vitte magával Milánóba. Átigazolása nagyjából harminc millió fontba kerülhetett. Ezzel a Milan történetének addigi legdrágább játékosa lett. Ötéves milánói karrierje alatt minden lehetséges kupát megnyert csapatával: bajnok, kupa- és szuperkupa-győztes, BL- és európai szuperkupa-győztes lett a piros-fekete klub színeiben.
2003-tól kezdve kapott egyre kevesebb játéklehetőséget az akkor még feltörekvő fiatal játékosnak számító Kaká miatt. Még Milan-játékosként, a 2004-es Eb-n játszotta utolsó mérkőzését a válogatottban.

### Ismét Portugália
2006. május 25-én jelentették be hivatalosan, hogy Rui Costa tizenkét évnyi olaszországi légióskodás után visszatér nevelőegyesületéhez. Utolsó mérkőzését 2008. május 11-én, a Vitória Setúbal ellen játszotta, ezzel teljesült az a már évek óta jól ismert kívánsága, hogy a Benficában fejezhesse be az aktív labdarúgást.
A következő napon már ki is nevezték a Benfica sportigazgatójává, amikor egyébként az új vezetőedző, Quique Sánchez Flores is érkezett. Rui Costának volt köszönhető olyan játékosok leigazolása, mint Pablo Aimar vagy José Antonio Reyes, egy évvel később pedig Javier Saviola, Ramires vagy Javi García.

### Válogatott
A portugál válogatottnak 1993 óta volt a tagja. 2004-ig tartó válogatott-pályafutása során három Európa-bajnokságon és egy világbajnokságon vett részt, ezek közül legjobb eredményét a 2004-es hazai rendezésű kontinenstornán érte el, ahol ezüstérmet szerzett.
Az Eusébio-korszak utáni portugál labdarúgás legnagyobb sikere az 1991-es U20-as labdarúgó-világbajnokság megnyerése volt. A Carlos Queiroz által vezetett, „Aranygeneráció”-nak nevezett csapat tagjai Rui Costán kívül olyan játékosok voltak, mint Luís Figo, João Pinto vagy Vítor Baia.

## Sikerei, díjai

### Benfica
- Kupagyőztes: 1993
- Bajnok: 1993-94

### Fiorentina
- Kupagyőztes: 1995-96, 2000-01
- Szuperkupa-győztes: 1996

### Milan
- Bajnok: 2003-04
- Kupagyőztes: 2002-03
- Szuperkupa-győztes: 2004
- Bl-győztes: 2002-03
- UEFA-szuperkupa-győztes: 2003

### Válogatott
- Európa-bajnokság:
  - Bronzérmes: 2000
  - Ezüstèrmes: 2004
- U20-as világbajnok: 1991
- Touloni Ifjúsági Torna: 1992

## Klub
| Club               | Season             | League | League | Cup  | Cup | Európa | Európa | Összesen | Összesen |
| Club               | Season             | Mérk   | Gól    | Mérk | Gól | Mérk   | Gól    | Mérk     | Gól      |
| ------------------ | ------------------ | ------ | ------ | ---- | --- | ------ | ------ | -------- | -------- |
| Fafe               | 1990–91            | 38     | 6      | 0    | 0   | 0      | 0      | 38       | 6        |
| Fafe               | Összesen           | 38     | 6      | 0    | 0   | 0      | 0      | 38       | 6        |
| Benfica            | 1991–92            | 21     | 4      | 3    | 0   | 7      | 0      | 31       | 4        |
| Benfica            | 1992–93            | 23     | 4      | 4    | 1   | 4      | 0      | 31       | 5        |
| Benfica            | 1993–94            | 34     | 5      | 3    | 1   | 8      | 4      | 45       | 10       |
| Benfica            | Összesen           | 78     | 13     | 10   | 2   | 19     | 4      | 107      | 19       |
| Fiorentina         | 1994–95            | 31     | 9      | 4    | 0   | -      | -      | 35       | 9        |
| Fiorentina         | 1995–96            | 34     | 4      | 7    | 2   | -      | -      | 41       | 6        |
| Fiorentina         | 1996–97            | 28     | 2      | 1    | 0   | 8      | 0      | 37       | 2        |
| Fiorentina         | 1997–98            | 32     | 3      | 5    | 2   | -      | -      | 37       | 5        |
| Fiorentina         | 1998–99            | 31     | 10     | 7    | 4   | 1      | 0      | 39       | 14       |
| Fiorentina         | 1999–00            | 30     | 4      | 4    | 0   | 14     | 2      | 48       | 6        |
| Fiorentina         | 2000–01            | 29     | 6      | 7    | 2   | 2      | 0      | 38       | 8        |
| Fiorentina         | Összesen           | 215    | 38     | 35   | 10  | 25     | 2      | 275      | 50       |
| Milan              | 2001–02            | 22     | 0      | 1    | 0   | 10     | 3      | 33       | 3        |
| Milan              | 2002–03            | 25     | 0      | 5    | 1   | 18     | 0      | 48       | 1        |
| Milan              | 2003–04            | 28     | 3      | 4    | 0   | 6      | 0      | 38       | 3        |
| Milan              | 2004–05            | 24     | 1      | 4    | 0   | 9      | 0      | 37       | 1        |
| Milan              | 2005–06            | 25     | 0      | 3    | 3   | 4      | 0      | 32       | 3        |
| Milan              | Összesen           | 124    | 4      | 17   | 4   | 47     | 3      | 188      | 11       |
| Benfica            | 2006–07            | 14     | 0      | 3    | 0   | 5      | 1      | 22       | 1        |
| Benfica            | 2007–08            | 29     | 5      | 4    | 3   | 12     | 2      | 45       | 10       |
| Benfica            | Összesen           | 43     | 5      | 7    | 3   | 17     | 3      | 67       | 11       |
| Karrierje összesen | Karrierje összesen | 498    | 66     | 69   | 19  | 108    | 12     | 675      | 97       |